# A Very Merry Daughter of the Bride
A Very Merry Daughter of the Bride is een Canadese televisiefilm uit 2008, geregisseerd door Leslie Hope en met Joanna García in de hoofdrol.

## Verhaal
Na het overlijden van haar vader en het plotse vertrek van haar verloofde opende Roxanne samen met haar moeder Rose een huwelijkswinkel. Nu, zes jaar later, komt Rose terug van een zakenreis naar Parijs met een verloofde. Jack wil datzelfde weekend nog met Rose in het huwelijkbootje stappen en met haar naar Seattle verhuizen. Roxanne probeert haar tevergeeft op andere gedachten te brengen. Intussen kan Jacks zoon Charlie het niet verteren dat hij zijn erfenis zal moeten delen, en dus zweren de twee samen om het huwelijk te saboteren.
Roxanne ziet echter al snel in hoe verliefd het stel wel is en laat haar bezwaren varen. Dan blijkt echter dat Jack en Charlie een keten van huwelijkswinkels hebben en dat Charlie ter plaatse een filiaal wil openen om Roxannes' winkel weg te concurreren. Rose voelt zich verraden en verbreekt de verloving. Als Roxanne ontdekt dat Jack hier niets van afwist brengt ze de twee terug samen. Inmiddels kwam ook haar eigen ex-verloofde weer in beeld en op het huwelijksfeest van haar moeder worden ook zij herenigd.

## Rolverdeling
- Joanna García als Roxanne, de protagonist.
- Helen Shaver als Rose, Roxannes' moeder.
- Kenneth Welsh als Jack, Roses' verloofde.
- Lucas Bryant als Dylan, Roxannes' ex-verloofde.
- Luke Perry als Charlie, Jacks zoon.
- Chantal Perron als Tish, Roxannes' vriendin.